# المعرض الوطني الأسترالي
المعرض الوطني الأسترالي (بالإنجليزية: National Gallery of Australia)‏، هو متحف الفنون الوطني في أستراليا، وهو أحد أكبر المتاحف الفنية في أستراليا، حيث يضم أكثر من 166.000 عملاً فنياً. يقع في كانبيرا في إقليم العاصمة الأسترالية، وقد تم تأسيسه عام 1967 من قبل الحكومة الأسترالية كمتحف وطني للفنون العامة.

## التأسيس

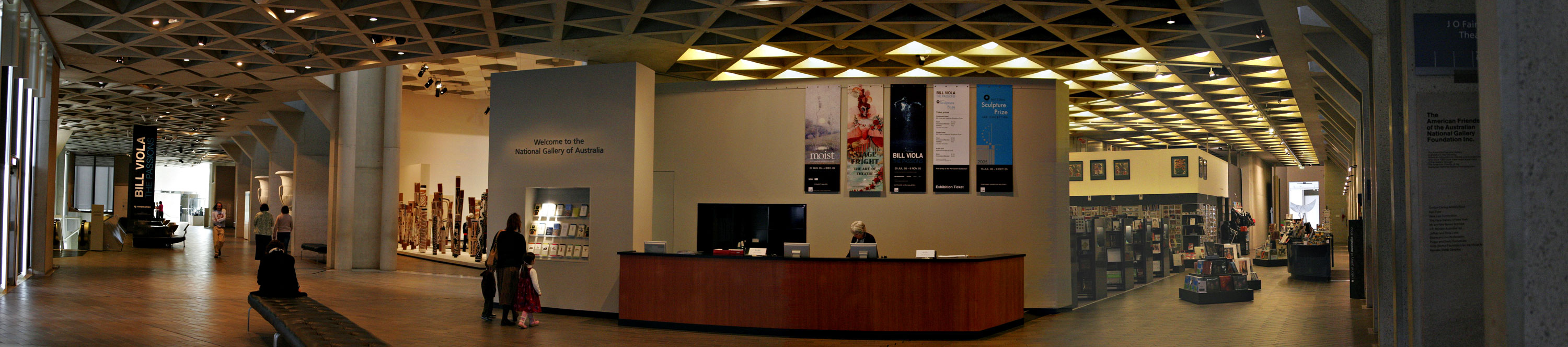
ردهة المعرض الوطني للفنون، أستراليا

قام الفنان الأسترالي البارز توم روبرتس بممارسة الضغط على العديد من رؤساء الوزراء الأستراليين، بدءًا بالأول، إدموند بارتون. قبل رئيس الوزراء أندرو فيشر هذه الفكرة في عام 1910، وفي السنة التالية أنشأ البرلمان لجنة من الحزبين السياسيين تضم ستة من القادة السياسيين - لجنة التذكارات التاريخية. وقررت اللجنة أنه ينبغي للحكومة أن تجمع صورًا لحكام الولايات العامة الأستراليين والقادة البرلمانيين و «الآباء» الرئيسيين للفدرالية التي يرسمها الفنانون الأستراليون. أدى ذلك إلى إنشاء ما أصبح يعرف بالمجلس الاستشاري للفن الكومنولث، والذي كان مسؤولاً عن عمليات الاستحواذ على الفن حتى عام 1973. ومع ذلك، جمعت لجنة المكتبة البرلمانية أيضًا لوحات للمجموعات الأسترالية لمكتبة الكومنولث البرلمانية، بما في ذلك المناظر الطبيعية. قبل افتتاح معرض هذه اللوحات تم عرضها حول مبنى البرلمان، في مكاتب الكومونولث، بما في ذلك البعثات الدبلوماسية في الخارج، والمعارض العامة.
من عام 1912، كان بناء مبنى دائم لإيواء المجموعة في كانبيرا هو الأولوية الرئيسية للمجلس الاستشاري لفنون الكومونولث. ومع ذلك، شملت هذه الفترة حربين عالميتين وحالة من الركود الاقتصادي، واعتبرت الحكومات دائمًا أن لديها أولويات أكثر إلحاحًا، بما في ذلك بناء البنية التحتية الأساسية في كانبيرا ومبنى البرلمان القديم في عشرينيات القرن العشرين والتوسع السريع في كانبيرا وبناء المكاتب الحكومية، والمكتبة الوطنية في أستراليا في 1950 وأوائل 1960. في عام 1965، تمكن المجلس الاستشاري للفنون الكومونولث في النهاية من إقناع رئيس الوزراء روبرت مينزيس باتخاذ الخطوات اللازمة لإنشاء المعرض. وفي 1 نوفمبر 1967، أعلن رئيس الوزراء هارولد هولت رسمياً أن الحكومة ستقوم ببناء المبنى.

### تصميم الموقع
كان تصميم المبنى معقدًا بسبب صعوبة وضع اللمسات الأخيرة على موقعه، والذي تأثر بتنسيق المثلث البرلماني. كانت المشكلة الرئيسية هي الموقع الأخير لبرلمان البرلمان الجديد. في خطة جريفين 1912 الأصلية في كانبيرا، كان من المقرر بناء مبنى البرلمان في كامب هيل، بين كابيتال هيل ومبنى البرلمان المؤقت، وكان من المقرر بناء كابيتول على قمة العاصمة هيل. وتصور أن يكون مبنى الكابيتول «إما هيكل إداري عام لحفلات الاستقبال والحفلات الشعبية أو محفوظات الإسكان وإحياء الإنجازات الأسترالية». في أوائل الستينيات، اقترحت اللجنة الوطنية لتنمية رأس المال، وفقاً لخطط هولفورد لعام 1958 و 1964 للمثلث البرلماني، أن يتم نقل موقع مبنى البرلمان الجديد إلى شاطئ بحيرة بيرلي جريفين، مكان وطني، يتم بناؤه على جانبه الجنوبي، لتحيط به مجموعة كبيرة من المباني. سيتم بناء المعرض في كابيتال هيل، جنبا إلى جنب مع المؤسسات الثقافية الوطنية الأخرى.
اقترح جورتون على البرلمان في عام 1968 أنه يؤيد موقع هولدورد على ضفاف البحيرة من أجل مبنى البرلمان الجديد، لكنه رفض، ثم تم التحقيق مع مواقع في كامب هيل وكابيتال هيل. ونتيجة لذلك، قررت الحكومة أنه لا يمكن بناء المعرض في كابيتال هيل. في عام 1971، اختارت الحكومة موقعًا مساحته 17 هكتارا (42 فدانا) على الجانب الشرقي من المكان الوطني المقترح، على الرغم من أنه من غير المحتمل الآن أن يستمر مبنى البرلمان على ضفاف البحيرة، إلا أن المكان الوطني المرتفع (لإخفاء محطات وقوف السيارات) المحاط بالمؤسسات الوطنية والمكاتب الحكومية لا يزال مخططًا له. شمل موجز ماديجان الجاليري، مبنى للمحكمة العليا لأستراليا والمحافظة حولها، يربط إلى المكان الوطني المرتفع في مركز محور الأرض للمثلث البرلماني، الذي أدى بعد ذلك إلى المكتبة الوطنية على الجانب الغربي.

### تطوير التصميم
اعتمد التصميم النهائي لمادايغان على موجز أعدته اللجنة الوطنية لتنمية رأس المال المعروفة بالاختصار (NCDC) مع مدخلات من جيمس جونسون سويني وجيمس موليسون. كان سويني مديراً لمتحف غوغنهايم بين 1952-1960 ومدير متحف الفنون الجميلة في هيوستن، وتم تعيينه كمستشار لتقديم المشورة بشأن القضايا المتعلقة بعرض وتخزين الفن. قال موليسون في عام 1989 إن «حجم وشكل المبنى قد تم تحديده بين كولين ماديجان وجيه سويني، واللجنة الوطنية لتنمية رأس المال. لم أتمكن من تغيير مظهر المقصورة الداخلية أو الخارجية بأي شكل من الأشكال... مبنى صعب للغاية لجعل الفن يبدو أكثر أهمية من المساحة التي تضع فيها الفن». بدأ تشييد المبنى في عام 1973، مع كشف النقاب عن لوحة من قبل رئيس الوزراء غوف ويتلام، وافتتحت الملكة إليزابيث الثانية رسمياً في عام 1982، خلال رئاسة الوزراء لخليفة ويتلام، مالكولم فريزر. ويذكر أن تكلفة البناء 82 مليون دولار.
في عام 1975، تخلى مركز NCDC عن الخطة الخاصة بالمكان الوطني، تاركا دائرة المساحة على ارتفاع خمسة أمتار فوق مستوى سطح الأرض الطبيعي، دون وجود اتصالات مقترحة مسبقاً مع المؤسسات الوطنية.

### البناء
يتميز المعرض الوطني الأسترالي بزوايا وأسطح خرسانية خامّة وتحيط بها سلسلة من الحدائق النحتية المزروعة بالنباتات والأشجار الأسترالية.
تستند هندسة المبنى على مثلث، يتجلى بوضوح أكثر للزوار في شبكات السقف المجوفة والبلاط في الطابق الرئيسي. قال ماديجان عن هذا الجهاز أنه «كان الهدف من المفهوم المعماري أن يزرع في قواعد التصميم شعوراً بالحرية حتى يمكن تقديم المبنى للتغيير والتنوع، لكنه دائمًا يعبر عن غرضه الحقيقي». تتدفق هذه الهندسة في جميع أنحاء المبنى، وتنعكس في أبراج الدرج المثلثية والأعمدة وعناصر المباني.
المبنى مبني بشكل أساسي من الخرسانة المسلحة المطروقة في الأدغال، والتي كانت في الأصل أيضاً أسطح الجدران الداخلية. في الآونة الأخيرة، تم تغطية الجدران الداخلية بالخشب الملون، للسماح بمرونة أكبر في عرض الأعمال الفنية.
يحتوي المبنى على مساحة أرضية تبلغ 23.000 متر مربع. يوفر التصميم مساحة لكل من عرض الأعمال الفنية وتخزينها واستيعاب موظفي المعارض والموظفين في المعرض. ويستند تصميم ماديجان على توصية سويني بأنه يجب أن تكون هناك خطة لولبية، مع سلسلة من صالات العرض لعرض أعمال فنية ذات أحجام مختلفة والسماح بمرونة في الطريقة التي سيتم عرضها بها.
هناك ثلاثة مستويات من صالات العرض. في الطابق الرئيسي، صالات العرض كبيرة، وتُستخدم لعرض مجموعات السكان الأصليين الأستراليين والدوليين (أي الأوروبية والأمريكية). يحتوي المستوى السفلي أيضًا على سلسلة من المعارض الكبيرة، التي كانت تهدف في الأصل إلى تزيين المنحوتات، ولكنها تستخدم الآن لعرض المجموعة الفنية الآسيوية. يحتوي المستوى الأعلى على سلسلة من المعارض الأصغر حجمًا والأكثر حميمية، والتي تُستخدم الآن لعرض مجموعة المعرض الفنية الأسترالية. كان سويني قد أوصى بأن لا تقوم مصادر الضوء الطبيعي بالانتقاص من المجموعات، وبالتالي فإن مصادر الضوء تهدف إلى أن تكون غير مباشرة.

### ملحقات لاحقة
تم تجديد المعرض مرتين، كان أولهما بناء صالات عرض مؤقتة جديدة على الجانب الشرقي من المبنى في عام 1997، لإقامة معارض مؤقتة واسعة النطاق، والتي صممها أندرو أندرسون من مهندسي PTW.
كانت هناك أيضا مقترحات، خلال فترة المدير بريان كينيدي، لبناء مدخل «جبهة» جديدة، تواجه الملك إدوارد تيراس. وقد عرف ماديجان مخاوفه بشأن هذه المقترحات وتدخلها في حقوقه المعنوية كمهندس معماري، كما أعرب عن قلقه إزاء هذه التغييرات. وانتقدت مديرة سابقة، بيتي تشيرشر، المبنى بشكل خاص، وأبلغت صحافيًا في سيدني أن «اليد الميتة لمهندس معماري لا يمكن أن تبقى مثبتة في مبنى إلى الأبد». عندما أصبح رون رادفورد مخرجًا، قام بتوسعة الموجز ليشمل مجموعة من صالات العرض الجديدة لعرض مجموعة من الفن المحلي وواجهة حديقة أسترالية جديدة تطل على الملك إدوارد تيراس.
أعلن وزير الفنون والرياضة، السناتور رود كيمب، في 13 ديسمبر 2006 أن الحكومة الأسترالية ستقدم 92.9 مليون دولار لمشروع رئيسي لتعزيز البناء في المتحف الوطني لأستراليا، بما في ذلك حوالي 20 مليون دولار لتجديد المباني التي تمت الموافقة عليها من قبل. صُممت تحسينات المبنى لإنشاء مرافق وصول ودخول جديدة لتحسين وصول الجمهور إلى مبنى المعرض وزيادة كبيرة في مساحة العرض، لا سيما من أجل جمع فن السكان الأصليين الأسترالي. تم افتتاح المرحلة الأولى من صالات العرض الأصلية ومشروع المدخل الجديد رسميا في 30 سبتمبر 2010 من قبل كوينتين بريس، الحاكم العام لأستراليا. ووفقًا لما ذكره ناقد معماري معروف، فإن الإضافة الجديدة كانت تشتمل على ثلاث مهام رئيسية هي: «كيفية الإرساء بشكل ودي مع البنية القائمة؛ كيفية توفير الكل الناتج مع عنوان شارع جديد؛ كيفية إنشاء تعليق منطقي وقابل للتأجيل ومراعاة الفضاء للمجموعة».

## المدراء
في عام 1976، أعلن مجلس ANG الذي أنشئ حديثا عن مدير دائم لشغل المنصب الذي كان جيمس موليسون يعمل فيه منذ عام 1971. أعلن رئيس الوزراء الجديد مالكولم فريزر تعيين موليسون مديراً في عام 1977.

### جيمس موليسون
يتميز موليسون بكونه جديراً بالمشاركة في المعرض الذي تم تجميعه من اللوحات الأسترالية بالأساس من خلال شراء أيقونات من الفن الغربي الحديث، وكان أشهرها مشتريات عام 1974، كانت هذه المشتريات مثيرة للجدل في ذلك الوقت، لكنها الآن تعتبر بشكل عام عمليات استحواذ بصيرة.
في عام 1975، قدم آرثر بويد عدة آلاف من أعماله إلى المعرض. في عام 1977 أقنع موليسون يوم الأحد ريد بالتبرع بسلسلة نيد كيللي الرائعة لنيدمان كيول إلى ANG. كان نولان قد تنازع لفترة طويلة مع ملكية ريد لهذه اللوحات، لكن التبرع حل نزاعهما. في عام 1981، قدم ألبرت تاكر وزوجته مجموعة كبيرة من مجموعة تاكر إلى المعرض. ونتيجة لهذه التبرعات والتبرعات الحديثة، فإن لديه أفضل مجموعة من الفن الأسترالي في الوجود.
كما رتب العديد من المعارض السياحية، أشهرها المعرض الانطباعي العظيم لعام 1984.
قالت خليفته، بيتي تشرشر، إنه عندما تولى الرئاسة عام 1990، كان «يتمتع بمكانة أسطورية تقريبًا وكان بمفرده قد بَنَى مجموعة رائعة وشاملة من الألف إلى الياء، وفي الواقع كان قد ترأس المجموعة لأكثر من عشرين عاما بحنكة كبيرة».

### بيتي تشرشر
أصبحت بيتي تشرشر مديرة عام 1990. كانت مديرة معرض الفن في أستراليا الغربية سابقًا. بينما كانت مديرة المعرض الوطني، سميت باسم «بيتي بلوكباستر» بسبب حبها للمعارض الهائلة. شرعت تشرشر ببناء معارض جديدة على الجانب الشرقي من المبنى، أفتتحت في مارس 1998، لإقامة معارض مؤقتة واسعة النطاق.
خلال الفترة التي قضتها، اشترى المعرض، من بين العديد من الأعمال الفنية الأخرى ماقيمته 3.5 مليون دولار.

### براين كينيدي
تم تعيين براين كينيدي مديرًا في عام 1997. وسّع برنامج المعارض والقروض المتنقلة في جميع أنحاء أستراليا، ورتب للعديد من المعارض الفنية الأسترالية في الخارج، وزاد عدد المعارض في المتحف نفسه وأشرف على تطوير موقع واسع متعدد الوسائط.
خلال فترة إدارته، حصل المتحف الوطني الأسترالي على دعم حكومي لتحسين المبنى والتبرعات الخاصة الكبيرة ورعاية الشركات. دعم التمويل الخاص عملياته الاستحواذية البارزة لديفيد هوكني مقابل 4.6 مليون دولار في عام 1999، ولوسان فرويد مقابل 7.4 مليون دولار في عام 2001، والمرأة الحامل من قبل رون مويك مقابل 800 ألف دولار.
كما قدم الدخول المجاني إلى المعرض، باستثناء المعارض الكبرى. قام بحملة لبناء مدخل أمامي جديد للمعرض، يواجه الملك إدوارد تيراس، ولكن هذا لم يحدث خلال فترة إدارته.
كان إلغاء كينيدي لمعرض سينسيشن (المقرر في المعرض الوطني لأستراليا في الفترة من 2 يونيو 2000 إلى 13 أغسطس 2000) مثيراً للجدل، حيث اعتبره الكثيرون بمثابة رقابة. تم إنشاء هذا المعرض من قبل الفنانين البريطانيين الشباب في معرض ساتشي. وكان أكثر أعمالها إثارة للجدل هو "السيدة مريم العذراء"، كريس أوفيلي، وهي لوحة استخدمت روث الفيل واتهمت بأنها تجديف. قام رئيس بلدية نيويورك آنذاك، رودولف جولياني بحملة ضد المعرض، بدعوى أنه «هجوم كاثوليكي» و «هجوم عدواني شرير ومثير للاشمئزاز على الدين». في نوفمبر 1999، ألغى كيندي المعرض وذكر أن الأحداث في نيويورك «حجبت النقاش حول الجدارة الفنية للأعمال الفنية».
كما تعرض كينيدي للهجوم مراراً وتكراراً بسبب مزاعم بأن مكيف الهواء يعرض موظفيه لمرض السرطان. على الرغم من نفيه أن هناك أي مشكلة في تكييف الهواء، تم تجديد تكييف الهواء في عام 2003. أعلن كينيدي أنه لن يسعى لتمديد عقده في عام 2002. وقد نفى أنه كان تحت أي ضغط من الحكومة للقيام بذلك.

### رون رادفورد
تم تعيين رون رادفورد مديراً في أواخر عام 2004. وكان مديراً سابقاً لمعرض الفنون في جنوب أستراليا.
لقد أعار رادفورد مجموعة سادة غاليري القديمة (الفن الأوروبي، قبل القرن التاسع عشر) لعرضها على المدى الطويل لمعارض الدولة، مشيراً إلى أنه «يدرس مجموعة أقل من 30 لوحة، وضعها موليسون لإعطاء سياق المجموعة الحديثة، صغيرة جدًا بحيث لا يكون لها أي تأثير على الجمهور». وقد نُقل عنه قوله إن المعرض يجب أن يركز على نقاط قوته - الفن الأوروبي في النصف الأول من القرن العشرين، والفن الأميركي في القرن العشرين، والتصوير الفوتوغرافي، والفن الآسيوي، ومجموعة الرسم في القرن العشرين، ولملء الثغرات في المجموعة الأسترالية.
كان رادفورد جديراً بالملاحظة في تأمين التمويل واستكمال بناء المدخل الجديد للمعرض وكذلك امتداد للمعارض الأصلية والمناطق العامة والعملية. في تطوير المجموعة كان بارز لسلسلة من عمليات الاستحواذ على الفن الأصلي، ولا سيما أكبر مجموعة من الألوان المائية من قبل ألبرت ناماتجيرا ونحت جيمس توريل في غضون عام (2010).

### جيرارد فون
في أكتوبر 2014، أُعلن أن جيرار فون سيكون المدير الجديد للمعرض الوطني الأسترالي من 10 نوفمبر. حيث أنه كان مديرًا سابقًا لمعرض فيكتوريا الوطني في الفترة من 1999 إلى 2012.

### نيك ميتزيفيتش
في أبريل 2018، أُعلن أن نيك ميتزفيتش، مدير معرض الفنون في جنوب أستراليا، سيتولى منصبه كمدير للمعرض الوطني الأسترالي في بداية يوليو.

## مجموعات المعرض
تشمل مجموعة المعرض الوطني الأسترالي:
- الفن الأسترالي

- الفن الأسترالي للسكان الأصليين وسكان جزر مضيق توريس (في الآونة الأخيرة، ولكن في أشكال تقليدية)

- الفن في التقليد الأوروبي (من الاستيطان الأوروبي حتى يومنا هذا)

- الفن الغربي (من العصور الوسطى إلى الحديثة، ومعظمها عصري)
- فن شرقي (من جنوب وشرق آسيا، معظمه تقليدي)
- الفن الحديث (الدولي)
- باسيفيك آرتس (من ميلانيزيا وبولينيزيا معظمها تقليدي)
- تصوير (دولي وأسترالي)
- الحِرف (أطباق لفساتين، دولية)
- حديقة النحت (أوغوست رودان)